# Mesochorus carolinensis
Mesochorus carolinensis là một loài tò vò trong họ Ichneumonidae.